# Coudes
Coudes – miejscowość i gmina we Francji, w regionie Owernia-Rodan-Alpy, w departamencie Puy-de-Dôme.
Według danych na rok 1990 gminę zamieszkiwało 767 osób, a gęstość zaludnienia wynosiła 165 osób/km² (wśród 1310 gmin Owernii Coudes plasuje się na 289. miejscu pod względem liczby ludności, natomiast pod względem powierzchni na miejscu 993.).